# Cantone di Issoudun-Nord
Il Cantone di Issoudun-Nord era una divisione amministrativa dell'arrondissement di Issoudun.
A seguito della riforma approvata con decreto del 18 febbraio 2014, che ha avuto attuazione dopo le elezioni dipartimentali del 2015, è stato soppresso.

## Composizione
Comprendeva parte della città di Issoudun e i comuni di:
- Les Bordes
- La Champenoise
- Diou
- Lizeray
- Migny
- Paudy
- Reuilly
- Saint-Aoustrille
- Sainte-Lizaigne
- Saint-Georges-sur-Arnon
- Saint-Valentin